# Affaire des fuites au Vatican

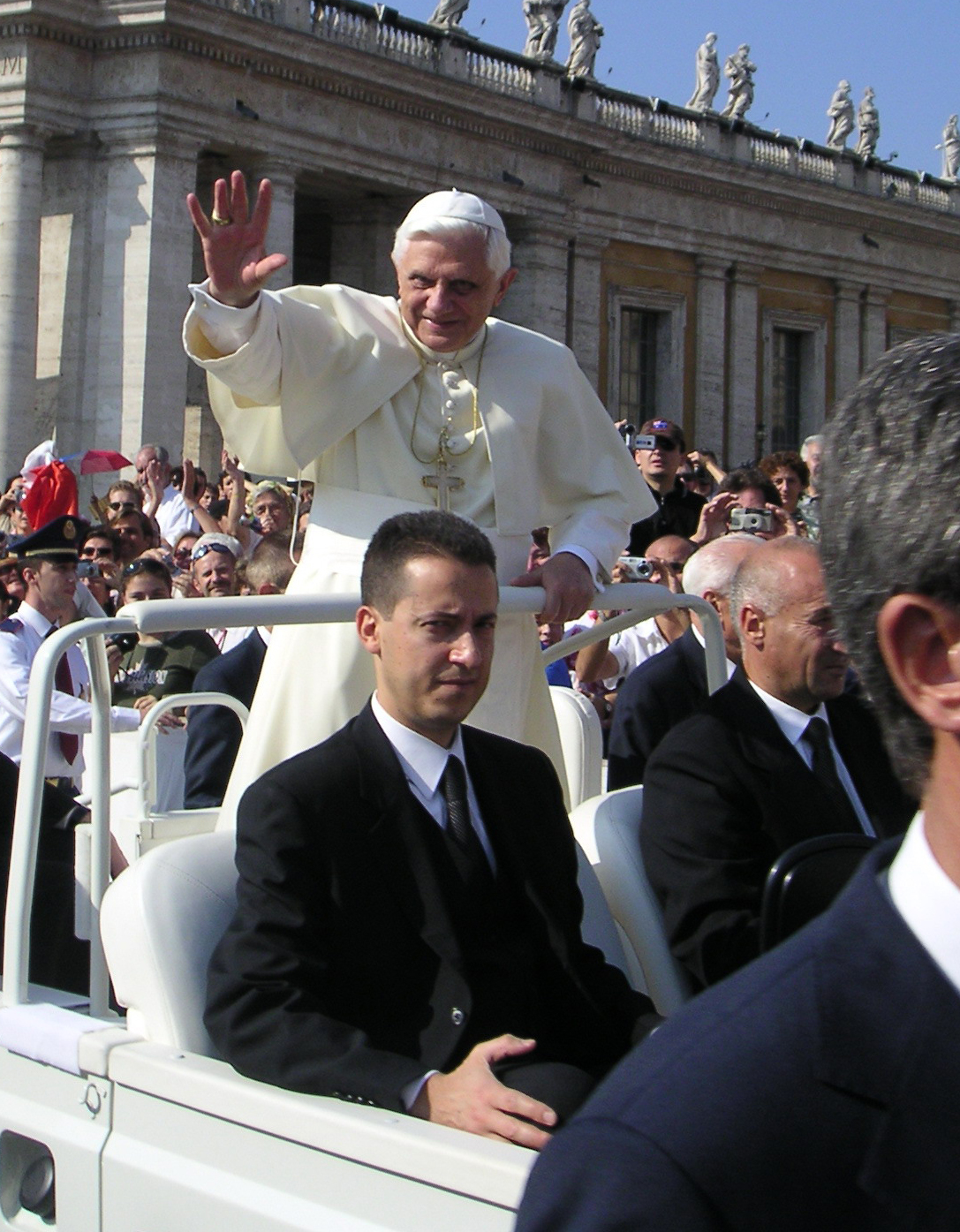
Paolo Gabrielle, majordome du pape, soupçonné d'être à l'origine de fuites et arrêté en 2012.

L'affaire des fuites au Vatican ou Vatileaks, est un scandale touchant le Saint-Siège, qui a été porté au grand jour en mai 2012, à la suite de la diffusion de documents confidentiels révélant l'existence d'un large réseau de corruption, de népotisme et de favoritisme lié à des contrats signés à des prix gonflés avec des partenaires italiens.

## Événements

### Révélations
Des correspondances entre l'archevêque Carlo Maria Viganò, ancien numéro deux des services administratifs du Vatican, et le pape, sont diffusées par une chaîne italienne de télévision et synthétisés dans un ouvrage de l'auteur Gianluigi Nuzzi.
Les courriers montrent que l'archevêque Carlo Maria Viganò se plaint d'avoir été muté comme nonce apostolique (ambassadeur) à Washington pour, selon ses dires, avoir révélé l'existence d'affaires de corruption, népotisme et favoritisme entre le Vatican et des partenaires italiens,. D'autres pièces évoquent des conflits internes concernant la supervision de l'Institut pour les œuvres de religion (IOR, la Banque du Vatican), dont le président Ettore Gotti Tedeschi, accusé de « mauvaise gouvernance », a été limogé.
Ces documents font par ailleurs état de la situation fiscale de l’Église, des finances des instituts catholiques, de scandales sexuels chez les Légionnaires du Christ ou encore de négociations avec les intégristes.
Le 21 février 2013, le quotidien italien La Repubblica avance l'hypothèse que la renonciation du pape Benoit XVI serait en partie motivée par l'existence d'un « lobby gay » qu'aurait révélée l'enquête sur les fuites, ordonnée par le pape lui-même, ce qu'a vivement démenti le porte-parole du Vatican.

### Réactions des autorités catholiques et du pape
Les autorités du Vatican qualifient les fuites d'actes « criminels » et font appel à la « collaboration internationale » pour retrouver le ou les auteurs des fuites qui « portent atteinte à la vie privée du pape ».
Le 30 mai 2012, le pape Benoît XVI fait ses premiers commentaires directs sur le scandale à la fin de l'audience générale hebdomadaire. Il déclare : « Des hypothèses tout à fait gratuites se sont multipliées, amplifiées par certains médias, et sont allées bien au-delà des faits, donnant une image du Saint-Siège qui ne correspond pas à la réalité » ; « je désire renouveler ma confiance et mon encouragement à mes plus proches collaborateurs qui m’aident quotidiennement avec fidélité, esprit de sacrifice et dans le silence, à remplir mon ministère », a-t-il ajouté.
Le pape appelle le lundi 11 juin 2012 à demeurer fidèle en l'Église et au Saint-Siège.

### Arrestation(s) et enquêtes
Paolo Gabriele, 46 ans, majordome du pape depuis 6 ans, est arrêté le 23 mai 2012 et incarcéré au Vatican. Il est soupçonné d'être à l'origine des fuites vers Gianluigi Nuzzi car des documents classifiés ont été retrouvés dans son appartement par la police du Vatican.
Une Commission d'enquête sur les fuites de documents confidentiels du Siège apostolique a été instaurée. C'est une commission cardinalice qui a pleine autorité pour mettre au jour la chronologie des évènements qui ont porté à ces fuites. Les cardinaux Julian Herranz (président de la commission), Jozef Tomko et Salvatore De Giorgi en font partie.
En parallèle, une enquête pénale a été ouverte par le juge d'instruction Piero Antonio Bonnet (it) et par le promoteur de justice Nicola Picardi. C'est elle qui a mené à l'arrestation du majordome du pape, Paolo Gabriele, le 23 mai 2012.
Le père Federico Lombardi, directeur du Bureau de presse du Saint-Siège, de Radio Vatican et du Centre de Télévision du Vatican, a appelé plusieurs fois les médias à la prudence vis-à-vis des rumeurs qu'ils relayaient ou étaient tentés de relayer,.
Le 21 juillet 2012, Paolo Gabriele a été libéré et assigné à résidence où il a pu retrouver sa femme et ses trois enfants. Toute personne voulant le rencontrer aura à en demander l'autorisation à la justice vaticane. Le même jour, les avocats du majordome du pape se sont exprimés pour la première fois en public précisant qu'« il n’existe aucun réseau, ni aucun complot à l’intérieur comme à l’extérieur du Vatican » et que « poussé par le désir d’aider, par amour envers le Pape », Paolo Gabriele avait agi en « idéaliste », par « motivation à caractère intérieur ». Ils ont également déclaré que le majordome du pape « se rend bien compte ces derniers jours que ce n’était pas la bonne méthode » et c'est pour cette raison qu'il a collaboré avec la justice dès le début et a demandé pardon au pape Benoît XVI.
Paolo Gabriele a été condamné par le Tribunal de la Cité du Vatican à 18 mois d'emprisonnement avec sursis. L'informaticien Claudio Sciarpelletti jugé plus tard écopa de deux mois de prison avec sursis.
Paolo Gabriele a été gracié par le pape Benoît XVI le 22 décembre 2012. En janvier 2013, il s'est vu offrir un emploi au Bambino Gesù (en), le grand hôpital pédiatrique du Vatican.
En février 2013, le quotidien italien La Repubblica publie un article sensationnaliste intitulé « Sexe et carrière, les chantages au Vatican derrière la renonciation de Benoît XVI » qui avance une thèse pour expliquer la renonciation du pape Benoît XVI. Cet article évoque un rapport issu de la Commission d'enquête sur les fuites de documents confidentiels du Siège apostolique instaurée lors du Vatileaks. Ce rapport qui indiquerait les pressions d'un « lobby gay » faisant chanter certains prélats homosexuels et qui aurait été remis au pape en décembre 2012, aurait renforcé la décision de Benoît XVI de renoncer à sa charge.